# الگوی سازنده
الگوی سازنده یک الگوی مهندسی نرم‌افزار به منظور ایجاد اشیا می‌باشد. این الگو برخلاف الگوی کارخانه انتزاعی ( abstract factory pattern ) و الگوی روش کارخانه ( factory method pattern ) که به منظور رعایت پدیدۀ چندریختی ( polymorphism ) ایجاد شده‌اند به منظور حل وجۀ دیگری از مشکل ساخت و تنظیم اشیا در برنامه‌نویسی معرفی شده‌است.
مشکل بدین شرح است که گاهی نیاز است هنگام ساخت یک شی تعداد زیادی پارامتر را به سازندۀ ( constructor ) آن تحویل دهیم و این کار خوانایی برنامه را کم می‌کند . به منظور حل این مشکل از الگوی سازنده استفاده می‌کنیم. در این الگو به جای طراحی تعدادی سازنده ( constructor )  با تعداد زیادی پارامتر  ، از یک شی دیگر استفاده می‌کنیم که کار پارامتر دهی را به صورت مرحله به مرحله و خوانا تر انجام می‌دهد و در نهایت از نوع شی مورد نظر یک نمونه با تنظیمات خواسته شده به ما تحویل می‌دهد.
معمولاً یک طراح در سیر طراحی٬  ابتدا با الگوی روش کارخانه ( factory method ) شروع می‌کند سپس به الگوی کارخانه انتزاعی ( abstract factory ) یا الگوی نمونهٔ اولیه ( prototype ) یا سازنده ( builder ) متوسل می‌شود . معمولاً هنگامی به الگوی سازنده متوسل می‌شویم که در فرایند طراحی به انعطاف‌پذیری بیشتر نیاز پیدا می‌کنیم.

## تعریف
نیت استفاده از این الگو این است که فرایند ساخت ( construction ) یک شی پیچیده را از کد آن شی ( object representation )  جدا کنیم.

## ساختار
سازنده ( buillder )
یک رابط انتزاعی برای ساخت شی
سازندهٔ پیاده‌سازی شده و واقعی ( concrete builder )
یک پیاده سازی از رابط سازنده می‌باشد . یک شی از این نوع می‌تواند به عنوان یک سازنده برای شی مورد نظر عمل کند.

## نمونه کد جاوا بدون استفاده از الگوی سازنده
```
public
 
class
 
StreetMap
 
{

	
private
 
final
 
Point
 
origin
;

	
private
 
final
 
Point
 
destination
;

	
private
 
final
 
Color
 
waterColor
;

	
private
 
final
 
Color
 
landColor
;

	
private
 
final
 
Color
 
highTrafficColor
;

	
private
 
final
 
Color
 
mediumTrafficColor
;

	
private
 
final
 
Color
 
lowTrafficColor
;

	

	
public
 
StreetMap
(
Point
 
origin
,
 
Point
 
destination
,
 
Color
 
waterColor
,
 
Color
 
landColor
,
 
Color
 
highTrafficColor
,
 
Color
 
mediumTrafficColor
,
 
Color
 
lowTrafficColor
)
 
{

		
// Required parameters

		
this
.
origin
      
=
 
origin
;

		
this
.
destination
 
=
 
destination
;

		
// Optional parameters

		
this
.
waterColor
         
=
 
waterColor
;

		
this
.
landColor
          
=
 
landColor
;

		
this
.
highTrafficColor
   
=
 
highTrafficColor
;

		
this
.
mediumTrafficColor
 
=
 
mediumTrafficColor
;

		
this
.
lowTrafficColor
    
=
 
lowTrafficColor
;

	
}

	
public
 
static
 
void
 
main
(
String
 
args
[]
)
 
{

		

		
StreetMap
 
map
 
=
 
new
 
StreetMap
(
new
 
Point
(
50
,
 
50
),
 
new
 
Point
(
100
,
 
100
),
 
Color
.
BLUE
,
 
Color
.
GRAY
,
 
Color
.
RED
,
 
Color
.
YELLOW
,
 
Color
.
GREEN
);

	
}

}

```

## نمونه کد جاوا با استفاده از الگوی سازنده
قابل مشاهده است که در این روش  می‌توان به بعضی از پارامترها مقدار اولیه نداد. در این صورت در کلاس Builder برای متغیرها مقدار پیش فرض تعیین می‌کند.
```
public
 
class
 
StreetMap
 
{

	
private
 
final
 
Point
 
origin
;

	
private
 
final
 
Point
 
destination
;

	
private
 
final
 
Color
 
waterColor
;

	
private
 
final
 
Color
 
landColor
;

	
private
 
final
 
Color
 
highTrafficColor
;

	
private
 
final
 
Color
 
mediumTrafficColor
;

	
private
 
final
 
Color
 
lowTrafficColor
;

	
public
 
static
 
class
 
Builder
 
{

		
// Required parameters

		
private
 
final
 
Point
 
origin
;

		
private
 
final
 
Point
 
destination
;

		
// Optional parameters - initialize with default values

		
private
 
Color
 
waterColor
         
=
 
Color
.
BLUE
;

		
private
 
Color
 
landColor
          
=
 
new
 
Color
(
30
,
 
30
,
 
30
);

		
private
 
Color
 
highTrafficColor
   
=
 
Color
.
RED
;

		
private
 
Color
 
mediumTrafficColor
 
=
 
Color
.
YELLOW
;

		
private
 
Color
 
lowTrafficColor
    
=
 
Color
.
GREEN
;

		
public
 
Builder
(
Point
 
origin
,
 
Point
 
destination
)
 
{

			
this
.
origin
      
=
 
origin
;

			
this
.
destination
 
=
 
destination
;

		
}

		
public
 
Builder
 
waterColor
(
Color
 
color
)
 
{

			
waterColor
 
=
 
color
;

			
return
 
this
;

		
}

		
public
 
Builder
 
landColor
(
Color
 
color
)
 
{

			
landColor
 
=
 
color
;

			
return
 
this
;

		
}

		
public
 
Builder
 
highTrafficColor
(
Color
 
color
)
 
{

			
highTrafficColor
 
=
 
color
;

			
return
 
this
;

		
}

		
public
 
Builder
 
mediumTrafficColor
(
Color
 
color
)
 
{

			
mediumTrafficColor
 
=
 
color
;

			
return
 
this
;

		
}

		
public
 
Builder
 
lowTrafficColor
(
Color
 
color
)
 
{

			
lowTrafficColor
 
=
 
color
;

			
return
 
this
;

		
}

		
public
 
StreetMap
 
build
()
 
{

			
return
 
new
 
StreetMap
(
this
);

		
}

	
}

	
private
 
StreetMap
(
Builder
 
builder
)
 
{

		
// Required parameters

		
origin
      
=
 
builder
.
origin
;

		
destination
 
=
 
builder
.
destination
;

		
// Optional parameters

		
waterColor
         
=
 
builder
.
waterColor
;

		
landColor
          
=
 
builder
.
landColor
;

		
highTrafficColor
   
=
 
builder
.
highTrafficColor
;

		
mediumTrafficColor
 
=
 
builder
.
mediumTrafficColor
;

		
lowTrafficColor
    
=
 
builder
.
lowTrafficColor
;

	
}

	
public
 
static
 
void
 
main
(
String
 
args
[]
)
 
{

		
StreetMap
 
map
 
=
 
new
 
StreetMap
.
Builder
(
new
 
Point
(
50
,
 
50
),
 
new
 
Point
(
100
,

				
100
)).
landColor
(
Color
.
GRAY
).
waterColor
(
Color
.
BLUE
.
brighter
())

				
.
build
();

	
}

}

```